# Chyże (województwo zachodniopomorskie)
Chyże (niem. Kietz) – wieś w Polsce położona w województwie zachodniopomorskim, w powiecie choszczeńskim, w gminie Bierzwnik. W latach 1975–1998 miejscowość administracyjnie należała do województwa gorzowskiego. W roku 2007 wieś liczyła 24 mieszkańców. Miejscowość wchodzi w skład sołectwa Łasko.

## Geografia
Wieś leży ok. 1,5 km na północny wschód od Łaska. W pobliżu wsi znajdują się jeziora Ostrowiec i Piaseczno.